# Fermes de l'entité du Rœulx

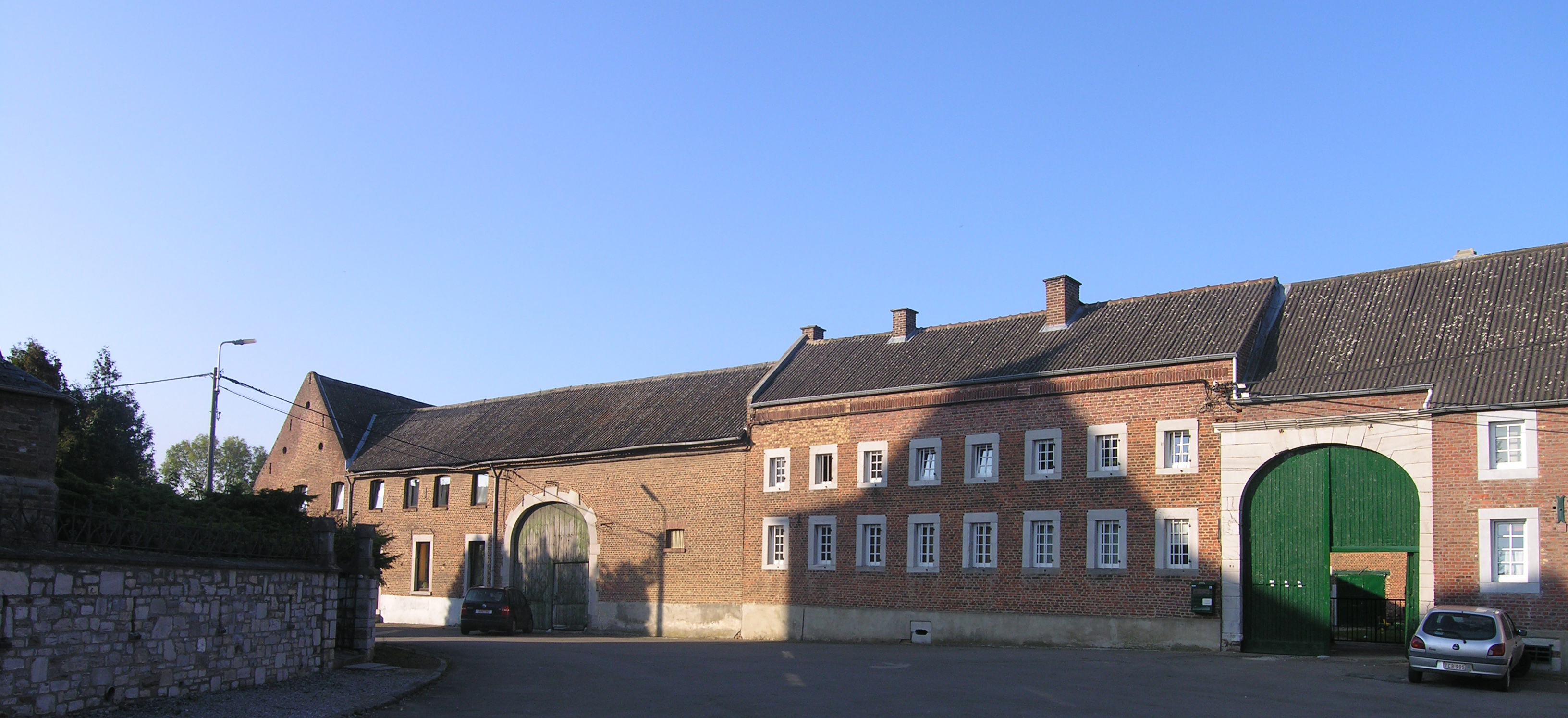
Deux fermes hesbignonnes typiques (Limont).

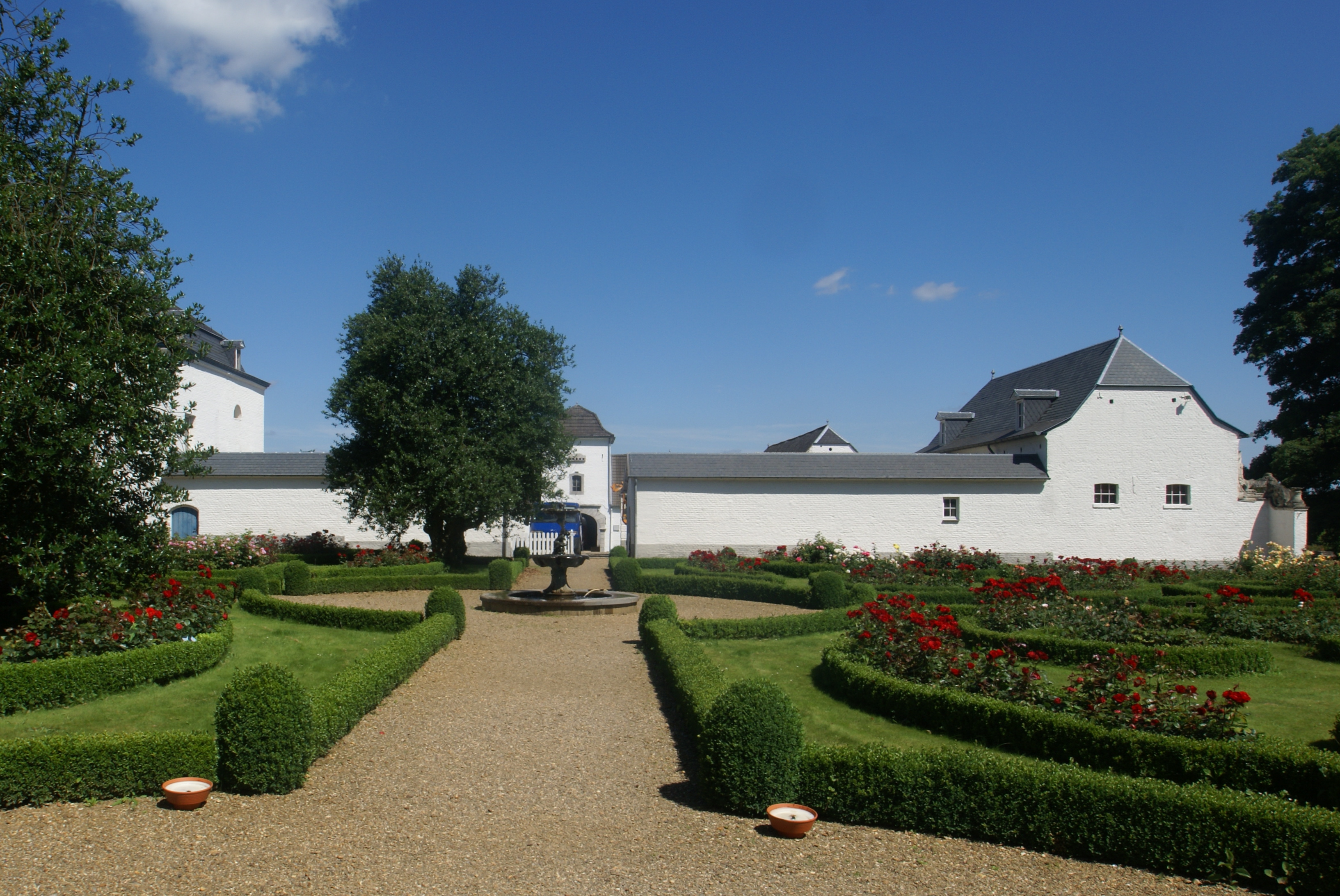
Ferme hesbignonne en quadrilatère (Genoelselderen-Kasteelhoeve).

Les fermes de l'entité du Rœulx, en quadrilatère, appelées aussi fermes hesbignonnes, émaillent la campagne du Rœulx, commune de la province de Hainaut, en Belgique.

## Énumération non exhaustive
- La Ferme de Soumiaux (rue Jules Beghin à Mignault)

Soumiaux est déjà cité en 1138. L'abbaye Saint-Feuillien en recevait la dîme. le nom a souvent varié. On trouve Soubmignault en 1575, Soumignault en 1773, et Soumiau en 1869. En 1610, elle est transmise en donation aux Pères Jésuites de Mons qui l'exploiteront jusqu'en 1773. Son porche surélevé d'un pigeonnier abrite une niche contenant une statue de saint Antoine[Lequel ?].
- La Cense de la Belle Maison (rue Jules Beghin à Mignault)

Cette ferme date du régime espagnol. Elle fut construite à la fin du XVIe siècle. L'exploitation y a complètement disparu.
- La Ferme Delcourt (rue Victor Plancq à Mignault)

Le vocable court est issu du gallo-roman CŌRTE > français cour (on rencontre également cet étymon donné sous les formes cortem ou  curtis dans les sources, le tout issu du latin classique cohors, cohortis), qui signifie « cour de ferme », « établissement agricole entouré d'un mur d'enceinte ». L'abbaye Saint-Feuillien en devint propriétaire dès 1158 par acquisition et donation.
- La Cense du Vivier (aux confins des communes du Rœulx et de Mignault)

La seigneurie du Vivier était un fief dépendant de la Principauté de Barbençon. La propriété du domaine des Viviers demeure à quelques encablures de cette ferme. Un monument y est érigé en souvenir de la visite, en 1854, de Pedro V roi du Portugal.
- La Ferme basse (rue de la Place à Gottignies)

Appelée autrefois la ferme de la Haye, elle est très ancienne. Elle est à l'origine de la seigneurie de Gottignies vers 1115.
- La Ferme du philosophe (rue Planquette à Gottignies)

Ce philosophe, A. Godart, est né en 1845. À la fin du XIXe siècle, il occupait la dite ferme. À cette époque-là, il était l'un des trois seuls habitants du village capables de lire le journal.
- La Cense du Roy (rue de la Cense du Roi à Thieu)

Seul demeure le porche d'entrée de cette ancienne ferme. On peut apercevoir, en la partie supérieure du portail, outre le millésime 1758 et la couronne impériale, les initiales M. T. pour Marie-Thérèse impératrice d'Autriche, qui régnait sur la région au moment de la construction ou de l'extension de cette imposante exploitation agricole.
- La Ferme des enfants (rue du Mont-Coupé à Gottignies)

Cette très belle ferme surplombe la vallée de Wanze. Lors de l'indépendance du royaume de Belgique, elle porte déjà ce patronyme. Nul ne sait de nos jours, le sens réel qu'il faut donner à cette dénomination. Peut-être les fermiers y comptaient-ils une très grande famille ?
- La Ferme Saint-Jacques (actuellement la maison de retraite du Rœulx)

La cense de l'hôpital Saint-Jacques est déjà mentionnée au XIIIe siècle. Primitivement, elle était entièrement gérée par des frères Hospitaliers. Dès leur arrivée en 1625, les sœurs augustines prirent elles-mêmes en mains l'exploitation de la ferme. Les bâtiments, de nos jours reconvertis en une maison de repos et de soins, datent de 1753. Le porche d'entrée porte, quant à lui, le millésime 1702.
- La Renardise (entre Le Rœulx et Gottignies)

La cense fait face aux étangs du Rœulx. Il s'agit de l'ancien fief de la Renardise qui porte le nom de l'un de ses propriétaires, Renard du Rœulx, qui y vécut au XIIIe siècle. Il était vassal du seigneur de la ville. Jehan Renard fut écuyer d'Eustache du Rœulx et mayeur de la ville en 1298.
- La Cense de la Hayette (rue Cortembos au Rœulx)

On peut y observer deux blasons : le premier situé au-dessus de la porte de l'habitation est datée de 1736 avec la devise « Recto », le second, en façade, sur le mur de la grange, présente le blason du père-abbé de Saint-Feuillien, Gilbert Meurand, avec sa devise « Concordier » et la date de 1753. La cense a appartenu à l'abbaye jusqu'à la Révolution française. Elle passa aux mains de plusieurs acheteurs qui finirent par la vendre en 1803 au Prince de Croÿ.
- La Ferme de l'Ermitage (rue de la Pitoire au Rœulx)

L'Ermitage était autrefois une habitation modeste avec une chapelle rustique. Il s'agissait pour les religieux de l'abbaye Saint-Feuillien d'un asile solitaire au milieu des bois. D'après la date de construction, elle est à attribuer au dernier abbé de Saint-Feuillien, Norbert Durieu (1790-1797).
- La Ferme de Widewance (rue de l'Église à Ville-sur-Haine)

Cette très vieille cense qui peut être traduite par « à côté de la Wance », du nom du ruisseau qui borde l'exploitation agricole, a ses bâtiments disposés autour d'une cour quadrangulaire. L'église de Ville-sur-Haine est enclavée dans cet ensemble. La principale seigneurie foncière de Ville-sur-Haine était, depuis le XIIIe siècle, celle de l'abbaye de Saint-Denis-en-Broqueroie qui assurait également les offices religieux. Les activités agricoles et la cure d'âmes étaient dès lors étroitement liées. On prétend d'ailleurs qu'un souterrain reliait la ferme villoise à l'ancienne abbaye broqueroise.